# As Pants the Hart (Händel)
As pants the hart (HWV 251) és un anthem compost per Georg Friedrich Händel per la Chapel Royal de la Reina Anne i que posteriorment fou revisat. Hi ha cinc versions de l'obra (indicat per les lletres a, b, c, d, e); el primer fou compost el 1713, i el darrer el 1738. HWV 251a fou el primer anthem de Händel compost per a la Capella Reial (Chapel Royal).
La versió de 1713 és un exemple primerenc de Händel per adaptar l'anglès, que era la seva tercera llengua. L'anthem agafa el títol de la primera línia, el íncipit, del Salm 42. La resta del text –el mateix per a les diferents versions– és del salm 42, i s'ha atribuït a John Arbuthnot. Arbuthnot, clarament, es basa en traduccions anteriors; l'inici coincideix amb la versió mètrica de Tate i Brady, però canvia en el segon vers a la versió del Prayer Book (Llibre de l'Oració).
Händel rebia el favor reial des del 1713 i va rebre un encàrrec més important, l' Utrecht Te Deum i Jubilate per commemor la Pau de Utrecht. Poc després de la incorporació de l'anthem HWV 251a al repertori de la Capella Reial, la Reina Anne va atorgar a Händel una pensió de ₤200 cada any. Aquest patronatge reial continuà sota el hannoverians. El 1723 (poc després de la composició del HWV 251d), Händel va rebre una segona pensió com a "Composer to the Capella Reial" (Compositor de la Capella Real). Aquesta segona pensió va significar per a Händel uns ingressos anuals per part de la cort d'unes ₤600, ja que a més era el "Mestre de Música de les Princeses Reials". Aquesta era una suma considerable per l'època.

## As pants the hart, HWV 251a
L'anthem HWV 251a probablement fou escrit entre desembre de 1712 i maig de 1713. Juntament amb el HWV 251d, és l'únic anthem que Händel va deixar escrit que només era per a orgue i baix continu. No va ser escrit per un gran esdeveniment públic (fet habitual en els altres anthems de Händel), sinó per a ús en els serveis rutinaris de la Capella Reial.
Tot i que el text és igual en totes les versions del HWV 251, la veu canvia. Per exemple, en la versió HWV 251a, el moviment Tears are my daily food... està escrita per a un solo de contralt, i el moviment Why so full of grief... està escrit per a soprano i contralt (que es pot comparar amb les veus del HWV 251d).
Altres catàlegs de la música de Händel les referencien com a HG xxxiv,277 i HHA iii/9,3.

## As pants the hart, HWV 251b
L'anthem HWV 251b fou escrit el 1717 per a James Brydges, i es creu que es va estrenar a St Lawrence, Whitchurch, Londres (l'església parroquial propietat de Cannons). Dels anomenats Chandos Anthems és el núm. 6, tot i que els experts creuen que és un del primers del conjunt.
En aquesta versió Händel reemplaça l'acompanyament d'orgue original per una orquestral petita d'acord amb les possibilitats existents a Cannons. El cor a Canons sembla que era més més petit que el de la Capella Reial. Aquesta versió presenta un cor a tres veus quan el és habitual és a quatre veus, i no es coneix quants cantants preveia Händel per a cada veu.
Altres catàlegs de Händel referencien l'obra com a HG xxxiv,207 i HHA iii/5,53.
L'estructura d'aquesta versió és la següent:
| Moviment | Tipus         | Instrumentació                                           | Text |
| -------- | ------------- | -------------------------------------------------------- | --- |
| 1        | Sonata        | Orquestra (cordes, oboè, fagot, òrgan)                   | |
| 2        | Trio i cor    | Trio (soprano, tenor, baix) i cor (soprano, tenor, baix) | As pants the hart for cooling streams, so longs my soul for thee, O God.                                                              |
| 3        | Solista       | Soprano                                                  | Tears are my daily food: while thus they say, where is now thy God?                                                                   |
| 4        | Recitatiu     | Tenor                                                    | Now when I think thereupon, I pour out my heart by myself: for I went with the multitude, and brought them out into the house of God. |
| 5        | Cor           | Soprano, tenor, baix                                     | In the voice of praise and thanksgiving: among such as keep holy day.                                                                 |
| 6        | Duet          | Soprano I tenor                                          | Why so full of grief, O my soul: why so disquiet within me?                                                                           |
| 7        | Solista i cor | Solista de tenor i cor (soprano, tenor, baix)            | Put thy trust in God: for I will praise him.                                                                                          |

## As pants the hart, HWV 251c
L'obra HWV 251c és una versió orquestrada del mateix anthem, i la seva composició es gairebé posterior a la del HWV 251d.
Altres catàlegs de Händel la música ha referit a l'obra com a HG xxxiv,239 (no hi ha cap número HHA).

## As pants the hart, HWV 251d
L'anthem HWV 251d fou completat el 1722 i significà el retorn de Händel a la participació activa amb la Capella Reial. Presenta una instrumentació només pera baix continu i sembla que no es va interpretar mai en temps de Händel.
Altres catàlegs de Händel la música ha referit a l'obra com a HG xxxiv,233 i HHA iii/9,25.
Una interpretació típica dura aproximadament 12 minuts. L'estructura per l'obra és la següent:
| Moviment | Tipus     | Veus                                                | Text |
| -------- | --------- | --------------------------------------------------- | --- |
| 1        | Sextet    | Sopran I i II, contralt, tenor, baix I i II         | As pants the hart for cooling streams, so longs my soul for thee, O God.                                                              |
| 2        | Solo      | Contralt i quartet (soprano, contralt, tenor, baix) | Tears are my daily food: while thus they say, where is now thy God?                                                                   |
| 2        | Recitatiu | Baix                                                | Now when I think thereupon, I pour out my heart by myself: for I went with the multitude, and brought them out into the house of God. |
| 3        | Cor       |                                                     | In the voice of praise and thanksgiving: among such as keep holy day.                                                                 |
| 4        | Duet      | Contralt I i II                                     | Why so full of grief, O my soul: why so disquiet within me?                                                                           |
| 5        | Cor       |                                                     | Put thy trust in God: for I will praise him.                                                                                          |

## As pants the hart, HWV 251e
El HWV 251e és una versió de l'anthem escrit per a un concert de beneficència ("benefit evening") al King’s Theatre, a Haymarket, el 28 de març de 1738. Es basa en el HWV 251c, però la simfonia instrumental inicial es va allargar amb un altre moviment, i es va afegir un moviment final, Alleluja. Originalment, es va transposar a re menor un moviment per a solista en do major, "Now, when I think thereupon"; i es va dividir en un recitatiu seguit d'un cor per a veu de tenor i baix en el moment del text "For I went with the multitude". En la instrumentació original al King’s Theatre, l'orquestra estava formada per oboès, fagots, corda i teclat (baix continu).
Altres catàlegs de Händel la música ha referit a l'obra com a HHA iii/9,247 (no hi ha cap número HG).